# Neugliederung des Bundesgebietes

Beispiel: Neugliederung des Bundesgebietes in sieben Länder nach Miegel und Ottnad

Neugliederung des Bundesgebietes ist ein Begriff aus dem Grundgesetz der Bundesrepublik Deutschland (Art. 29 GG), der die Umgestaltung des territorialen Zuschnitts der Länder beispielsweise durch Fusionen oder Grenzkorrekturen regelt. Eine territoriale Neugliederung muss durch Volksentscheid bestätigt werden.
Seit Gründung der Bundesrepublik wird eine Neugliederung des Bundesgebiets immer wieder diskutiert. Einzig vollzogen wurde sie bislang durch die Fusion der Länder Baden, Württemberg-Baden und Württemberg-Hohenzollern zum neuen Land Baden-Württemberg im Jahre 1952. Der Versuch einer Vereinigung von Berlin und Brandenburg zu einem neuen Land Berlin-Brandenburg scheiterte im Mai 1996 bereits daran, dass in Brandenburg das notwendige Quorum des Neugliederungsstaatsvertrages nicht erreicht wurde, zudem stimmten 63 % der abstimmenden Bürger mit „nein“.
Nicht unter den Begriff der Neugliederung im Sinne des Grundgesetzes fallen die 1990 vorgenommenen, teilweise von den 1952 bestehenden Ländergrenzen abweichenden Grenzziehungen der fünf neuen Bundesländer, ebenso wenig die kommunalen Neugliederungen innerhalb von Bundesländern (Zusammenschlüsse und Grenzänderungen von Gemeinden und Landkreisen, vor allem durch Gebietsreform).

## Regelungen der Neugliederung im Grundgesetz: Art. 29 und 118 GG
Die jetzige seit 1976 geltende Fassung des Art. 29 Abs. 1 GG besagt: „Das Bundesgebiet kann neu gegliedert werden, um zu gewährleisten, daß die Länder nach Größe und Leistungsfähigkeit die ihnen obliegenden Aufgaben wirksam erfüllen können. Dabei sind die landsmannschaftliche Verbundenheit, die geschichtlichen und kulturellen Zusammenhänge, die wirtschaftliche Zweckmäßigkeit sowie die Erfordernisse der Raumordnung und der Landesplanung zu berücksichtigen.“
Die Neugliederung muss durch Bundesgesetz erfolgen und durch einen Volksentscheid in allen betreffenden Ländern bestätigt werden. Damit steht zwar nicht das föderalistische Prinzip der Existenz von Ländern als solches zur Disposition (siehe Art. 79 Abs. 3 GG), aber deren Zahl und territorialer Zuschnitt kann in Berufung auf den Neugliederungsartikel des Grundgesetzes abgeändert werden.
Der Neugliederungsartikel war bis zum Deutschlandvertrag von 1955 von den westlichen Alliierten unter den Vorbehalt ihrer gemeinsamen Zustimmung gestellt und wurde mehrfach geändert. Aber auch die Alliierten hatten nach ihren den Besatzungsgebieten folgenden Grenzziehungen schon früh auf den Bedarf einer Neugliederung verwiesen.
Bedeutsamste Änderung des Artikels war die Novellierung vom 23. August 1976: Durch sie machten Bundestag und Bundesrat aus der ursprünglichen Zielverpflichtung, die innerhalb von drei Jahren zu realisieren sei, eine reine Kann-Bestimmung.
Ein beschleunigtes Neugliederungsverfahren sehen die eigens für Baden-Württemberg und nach der deutschen Wiedervereinigung auch für Berlin und Brandenburg eingefügten Art. 118 und Art. 118a GG vor. Danach kann abweichend von der Regelung nach Art. 29 GG (mit obligatorischem Volksbegehren und Volksentscheid) auch eine bloße „Vereinbarung“ der jeweiligen Länder getroffen werden, die jedoch von der betroffenen Bevölkerung bestätigt werden muss.

## Chronologie der Neugliederungsdebatten

### Vorgeschichte
Das auffälligste Kennzeichen der territorialen Struktur des Alten Reiches war seine „extreme Zersplitterung“. Einschneidende Änderungen seiner territorialen Gliederung gab es im Wesentlichen nur durch kriegerische Ereignisse und Eingriffe von außen: Durch den Reichsdeputationshauptschluss im Jahr 1803 wurden fast sämtliche geistlichen Fürstentümer aufgelöst und viele kleinere Herrschaften größeren zugeordnet. Mit diesen mediatisierten Territorien wurden zahlreiche weltliche Fürsten für ihre linksrheinischen Gebietsverluste entschädigt. In der napoleonischen Epoche bis zum Wiener Kongress wurde die Zahl der Territorien von über 300 auf 39 verringert.

#### Deutscher Bund und Kaiserreich
Der Deutsche Bund (1815–1866) machte Austritte und Beitritte zum Bund von einem einstimmigen Beschluss des Bundestags abhängig. Dennoch gab es durch Erbfolge oder Abdankung Veränderungen im Bestand der Gliedstaaten. So fiel Hessen-Homburg 1866, kurz vor Ende des Deutschen Bundes, an Hessen-Darmstadt, nachdem der letzte Landgraf dieser Linie verstorben war.
Während der Revolution von 1848/1849 wurde über eine allgemeine Mediatisierung (im Sinne der Abschaffung von Kleinstaaten) diskutiert. Bereits im Vorparlament schlug die Linke erfolglos die Aufteilung Deutschlands in eine überschaubare Anzahl von Reichskreisen vor. Die Frankfurter Nationalversammlung beließ es bei der Aufforderung an die Provisorische Zentralgewalt, zwischen Regierungen und Bevölkerungen zu vermitteln. In der Revolutionszeit nahm die Zahl der Einzelstaaten nur ab, weil die beiden Fürstentümer Hohenzollern-Hechingen und Hohenzollern-Sigmaringen an Preußen fielen.
Nach dem Deutschen Krieg und der Auflösung des Deutschen Bundes annektierte Preußen die souveränen Bundesstaaten Hannover, Nassau, Kurhessen und die Freie Stadt Frankfurt und verleibte sich Schleswig-Holstein endgültig ein. Im Norddeutschen Bund und im Kaiserreich (1867–1918) kam es nur zu kleineren Gebietsveränderungen.

#### Weimarer Republik und NS-Zeit

Neugliederung des Reichsgebietes in 14 Freistaaten, Vorschlag von Hugo Preuß, 1919

Die eigentliche und bis heute andauernde Neugliederungsdebatte in Deutschland begann erst 1919 im Rahmen der Beratungen über eine neue Reichsverfassung und eine Reichsreform. Der von Hugo Preuß, dem „Vater der Weimarer Reichsverfassung“, ausgearbeitete Plan, das Reich in 14 annähernd gleich große Gebiete einzuteilen, scheiterte, vor allem an Bedenken der Reichsregierung und dem Widerstand der Länder. In die Reichsverfassung wurde zwar Art. 18 aufgenommen, der eine Neugliederung ermöglichte, dafür aber hohe Hürden setzte: „Zum Beschluß einer Gebietsänderung oder Neubildung sind drei Fünftel der abgegebenen Stimmen, mindestens aber die Stimmenmehrheit der Wahlberechtigten erforderlich.“ Tatsächlich kam es bis 1933 nur zu vier kleineren Gebietsänderungen: Zusammenschluss von Thüringen (1920), Vereinigung Coburgs mit Bayern (1920) sowie Pyrmonts (1922) und Waldecks (1929) mit Preußen.
Ein Plan zur Reichsreform in der Länderkommission von 1930 und im Lutherbund von 1928 bis 1933, der im Kern darauf abzielte, den Dualismus zwischen Reich und Preußen durch die Zerlegung des mit Abstand größten Landes in „neue“ Länder aufzulösen und im Gegenzug die Position der „alten“ Länder durch Kompetenzübertragungen aufzuwerten, scheiterte „weil sich die innenpolitischen Bedingungen für staatliche Reformen mit der 1930 aufbrechenden und durch die Wirtschaftskrise beschleunigten allgemeinen Systemkrise jäh verschlechterten“.

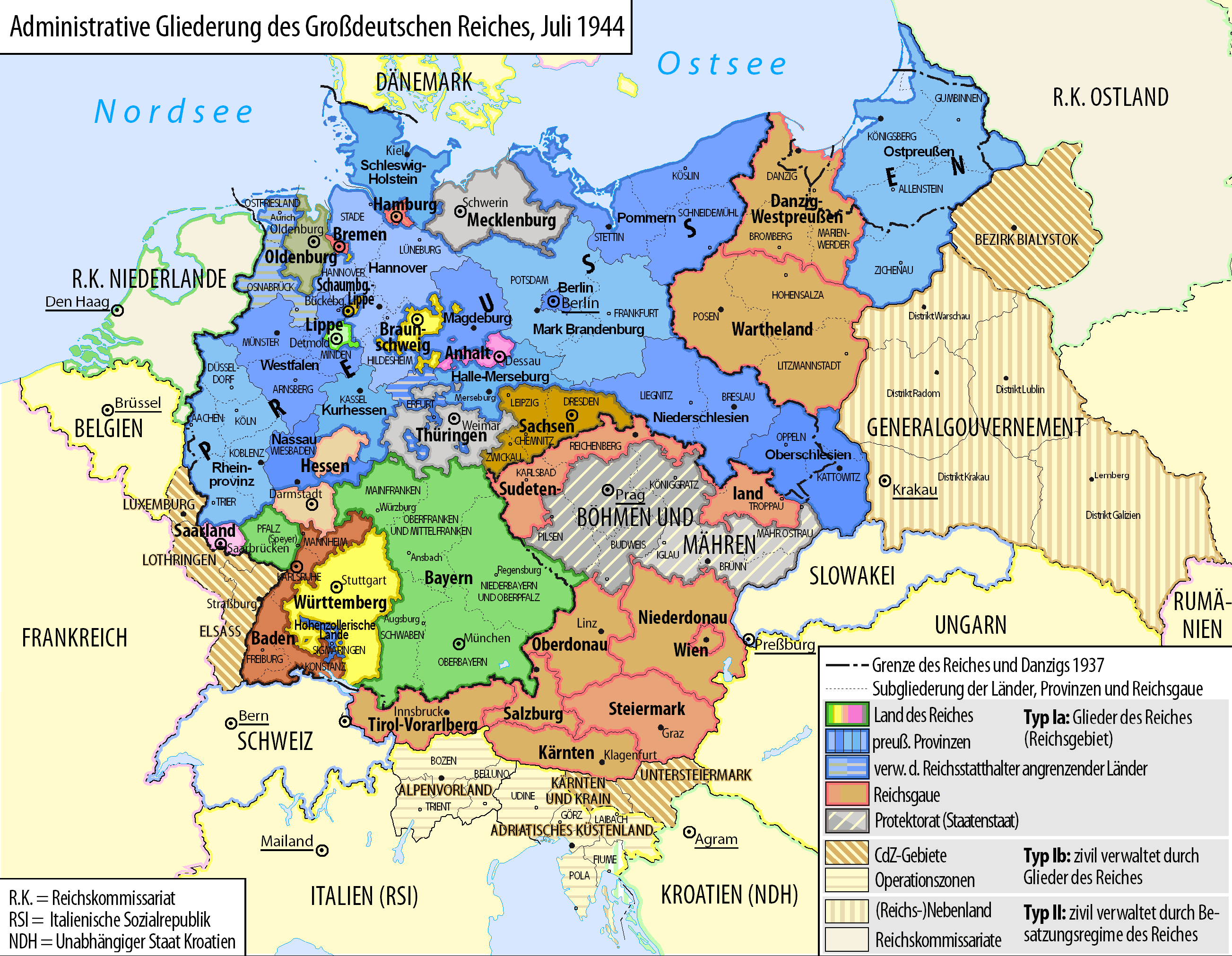
Administrative Gliederung des Großdeutschen Reiches

In der NS-Zeit wurde 1934 Mecklenburg-Strelitz mit Mecklenburg-Schwerin zum Freistaat Mecklenburg vereinigt. Das Groß-Hamburg-Gesetz erweiterte 1937 das Stadtgebiet um 80 % und ließ Lübeck seine territoriale Eigenständigkeit verlieren.
Der Landkreis Herrschaft Schmalkalden und der Regierungsbezirk Erfurt kamen durch „Erlaß des Führers über die Bildung der Provinzen Kurhessen und Nassau“ und „Erlaß des Führers über die Aufgliederung der Provinz Sachsen“ vom 1. April 1944 de facto zu Thüringen, „um die Verwaltungsbezirke … an die Reichsverteidigungsbezirke anzupassen“ (zu Kompetenzen und Konflikten siehe z. B. Reichsverteidigungskommissar, Reichsstatthalter). Im Juni 1945 wurde die Eingliederung in die Provinz Thüringen vom neuen Regierungspräsidenten Hermann Brill unter amerikanischer Besatzung verfügt.

#### Nachkriegszeit und Eingang ins Grundgesetz
1948 riefen die drei westlichen Alliierten in den Frankfurter Dokumenten die Ministerpräsidenten der in ihren Besatzungszonen gebildeten Länder dazu auf, die Ländergrenzen zu überprüfen und Änderungsvorschläge vorzubringen. Die Grenzen der einzelnen Länder sollten überprüft und, wenn nötig, sollten unter Berücksichtigung „überlieferter Formen“ neue Länder geschaffen werden, wobei keines im Vergleich zu den anderen zu groß oder zu klein sein sollte.
Da sich die Ministerpräsidenten in dieser Frage nicht einigen konnten, wurde der Parlamentarische Rat mit der Regelung der Neugliederungsfrage befasst. Dessen Entwurf fand Eingang in Art. 29 GG. Es gab einen verbindlichen Auftrag zur allgemeinen Neugliederung des Bundesgebietes („Das Bundesgebiet … ist neu zu gliedern“ – Abs. 1). Zudem konnte in Gebietsteilen, deren Landeszugehörigkeit sich nach dem 8. Mai 1945 ohne Volksabstimmung geändert hatte, binnen eines Jahres nach Inkrafttreten des Grundgesetzes durch Volksbegehren eine Änderung des Gebietszustandes gefordert werden (spezielle Neugliederung, Abs. 2). War ein Volksbegehren durch Zustimmung von mindestens 10 % der betroffenen Bevölkerung zustande gekommen, musste die Bundesregierung die Vorschläge in ihren Gesetzentwurf zur Neugliederung aufnehmen. Nach Annahme des Gesetzes waren in jedem Gebietsteil, dessen Landeszugehörigkeit geändert werden sollte, Volksentscheide durchzuführen (Abs. 3). Fiel der Entscheid auch nur in einem Gebietsteil negativ aus, war das Gesetz erneut im Deutschen Bundestag einzubringen und bedurfte nach erneuter Verabschiedung eines Volksentscheids im gesamten Bundesgebiet (Abs. 4). Die Neugliederung sollte innerhalb von drei Jahren nach Verkündigung des Grundgesetzes abgeschlossen sein (Abs. 6).
Im Genehmigungsschreiben für das Grundgesetz wurde Art. 29 GG von den alliierten Militärgouverneuren „bis zum Zeitpunkt des Friedensvertrages“ suspendiert. Lediglich die Sonderregelung für den südwestdeutschen Raum nach Art. 118 GG konnte in Kraft treten.

### Nach der Gründung der Bundesrepublik Deutschland
Mehrfach unterbreiteten Ausschüsse und Sachverständigenkommissionen Vorschläge für eine Länderneugliederung, etwa der Bundestagsausschuss für „innergebietliche Neuordnung“, der 1952 eingesetzte Luther-Ausschuss oder die 1970 berufene Ernst-Kommission. Von Bedeutung war außerdem 1950 die Weinheimer Tagung des Instituts zur Förderung öffentlicher Angelegenheiten, auf der grundsätzliche Überlegungen („Leitsätze“) zu einer optimalen Gebietsstruktur diskutiert wurden. Der Luther-Ausschuss erarbeitete zwar mehrere Vorschläge für eine Neugliederung des mittelwestdeutschen Raumes, hielt aber eine umfassende Länderneugliederung für nicht erforderlich.
Auch aus Wissenschaft (Rutz, Miegel, Ottnad u. a.) und Politik (Döring, Apel u. a.) gab es mehrere, zum Teil sehr weitreichende Neugliederungsvorschläge, von denen jedoch bisher keiner umgesetzt wurde. Vielfach wird die Forderung nach einer Länderneugliederung aus wahltaktischen Gründen aufgegriffen, häufig von Politikern aus Geberländern im Länderfinanzausgleich gegenüber Nehmerländern.
Bereits der erste gewählte Landtag Schleswig-Holsteins brachte seine Erwartung einer Neugliederung zum Ausdruck: Er erließ 1949 nicht etwa eine Landesverfassung, sondern eine „Landessatzung“, um – analog zum Begriff „Grundgesetz“ – deren vorläufigen Charakter zum Ausdruck zu bringen. Erst die nach der Verfassungsreform von 1990 vom Landtag verabschiedete Verfassung trug auch den Namen Landesverfassung. Die damaligen Bestrebungen Schleswig-Holsteins zur Neugliederung spiegeln sich auch im Gerichtsaufbau des Landes wider: Erst 1991 errichtete das Land ein eigenes Oberverwaltungsgericht, welches fortan die Aufgaben wahrnahm, die bis dato das Oberverwaltungsgericht Lüneburg als gemeinsames Oberverwaltungsgericht der Länder Niedersachsen und Schleswig-Holstein wahrgenommen hatte. Erst am 1. Mai 2008 nahm das Schleswig-Holsteinische Landesverfassungsgericht seine Arbeit auf. Bis dahin wurden landesverfassungsrechtliche Rechtsstreite vor dem Bundesverfassungsgericht ausgetragen, das als Landesverfassungsgericht tätig wurde.

#### Die Bildung des Landes Baden-Württemberg nach Art. 118 GG
Im südwestdeutschen Raum erschienen territoriale Änderungen vordringlich, da er durch die Grenze zwischen der französischen und der amerikanischen Besatzungszone, die sich an der Autobahn Karlsruhe-Stuttgart-Ulm (heutige A 8) orientierte, besonders ungünstig aufgeteilt war. Die Grenze zwischen den Besatzungszonen nahm keine Rücksicht auf die historischen Gebiete und teilte die bisherigen Länder Württemberg und Baden. Die damit gegebenen Spannungen wurden zu einem wichtigen Motor für eine neue Länder-Lösung im Südwesten. Art. 118 GG sah abweichend von der Regelung in Artikel 29 eine Neugliederung durch Vereinbarung der drei südwestdeutschen Länder vor. Ohne eine solche Vereinbarung sollte die Neugliederung durch Bundesgesetz geregelt werden, das eine Volksbefragung vorsehen musste.
Da sich die Länder nicht über eine Neuordnung einigen konnten, wurde dies durch den Bundesgesetzgeber geregelt. Umstritten war dabei vor allem der Abstimmungsmodus. Das Neugliederungsgesetz vom 25. April 1951 teilte das Abstimmungsgebiet in vier Zonen ein (Nordwürttemberg, Nordbaden, Südwürttemberg-Hohenzollern, Südbaden). Die Vereinigung der Länder sollte als akzeptiert gelten, wenn sich eine Mehrheit im gesamten Abstimmungsgebiet sowie in drei der vier Zonen ergab. Da eine Mehrheit in den beiden württembergischen Zonen sowie in Nordbaden bereits abzusehen war (dies zeigte der Ausgang einer Probeabstimmung am 24. September 1950), favorisierte diese Regelung die Vereinigungsbefürworter.
Nach einem heftigen Abstimmungskampf fiel am 9. Dezember 1951 die Entscheidung. In beiden Teilen Württembergs votierten die Wähler mit 93,5 % und 91,4 % für die Fusion, in Nordbaden mit 57,1 %, während in Südbaden nur 37,8 % dafür waren. In drei von vier Abstimmungsbezirken gab es daher eine Mehrheit für die Bildung des Südweststaates, insgesamt stimmten 69,7 % für die Bildung eines neuen Bundeslandes. Hätte das Ergebnis in Gesamtbaden gezählt, so hätte sich eine Mehrheit von 52,2 % für eine Wiederherstellung des (separaten) Landes Baden ergeben. Auf der Sitzung der Verfassunggebenden Landesversammlung am 25. April 1952 wurde der erste Ministerpräsident gewählt. Damit war das neue Land Baden-Württemberg gegründet.

#### Die Volksbegehren von 1956
Die Pariser Verträge beendeten das Besatzungsstatut und verliehen Westdeutschland die Souveränität. Damit begann die Einjahresfrist von Art. 29 Abs. 2 GG zu laufen. 1956 wurden auf Grund des Gesetzes über Volksbegehren und Volksentscheid bei Neugliederung des Bundesgebietes nach Artikel 29 Absatz 2 bis 6 des Grundgesetzes vom 23. Dezember 1955 insgesamt acht Volksbegehren durchgeführt, von denen zunächst fünf erfolgreich waren, weil die in Artikel 29 Abs. 3 geforderte Zustimmung eines Zehntels der Abstimmungsberechtigten erreicht war:
- Wiederherstellung des Landes Oldenburg 12,9 %
- Wiederherstellung des Landes Schaumburg-Lippe 15,3 %
- Umgliederung der Regierungsbezirke Koblenz und Trier des Landes Rheinland-Pfalz nach Nordrhein-Westfalen 14,2 %
- Umgliederung der Regierungsbezirke Montabaur und Rheinhessen des Landes Rheinland-Pfalz nach Hessen 25,3 % bzw. 20,2 %[14]

Einer Beschwerde gegen den vom Bundesinnenministerium abgelehnten Antrag auf ein Volksbegehren zur Wiederherstellung des Landes Baden wurde vom Bundesverfassungsgericht am 30. Mai 1956 stattgegeben. Beim daraufhin im Gebietsteil Baden angesetzten Volksbegehren forderten 15,1 % der Abstimmungsberechtigten eine Änderung des Gebietszustands. Damit war auch in Baden die für einen Volksentscheid nötige Zehnprozentschranke überschritten.
Die beiden pfälzischen Volksbegehren (für Rückgliederung an Bayern bzw. Angliederung an Baden-Württemberg) scheiterten mit 7,6 % bzw. 9,3 %. Weitere Anträge auf Volksbegehren (Lübeck, Geesthacht, Lindau, Achberg, 62 südhessische Gemeinden) waren bereits vom Bundesinnenminister als unzulässig abgelehnt bzw. im Fall Lindaus zurückgezogen worden. Die Ablehnung wurde am 5. Dezember 1956 im Falle Lübecks vom Bundesverfassungsgericht bestätigt.

#### Die Entwicklung bis zum Hessenurteil des Bundesverfassungsgerichts 1961
Nach der ursprünglichen Fassung des Art. 29 Abs. 3 GG hätte der Bundesgesetzgeber innerhalb von drei Jahren ein Gesetz zur Neugliederung des Bundesgebietes vorlegen sollen. Nach Annahme des Gesetzes wäre in jedem Gebiet, dessen Landeszugehörigkeit geändert werden sollte, der Teil des Gesetzes, der dieses Gebiet betrifft, zum Volksentscheid zu bringen. War bereits ein Volksbegehren nach Absatz 2 zustande gekommen, so war in dem betreffenden Gebiet in jedem Falle ein Volksentscheid durchzuführen. Da die Dreijahresfrist, ohne dass irgendetwas geschehen war, am 5. Mai 1958 verstrichen war, klagte die hessische Landesregierung im Oktober 1958 auf Erfüllung der Bundespflicht. Im so genannten Hessenurteil vom 11. Juli 1961 wies das Bundesverfassungsgericht die Beschwerde Hessens mit der Begründung ab, dass Art. 29 GG die Neugliederung des Bundesgebietes zu einer ausschließlichen Angelegenheit des Bundes mache. Gleichzeitig bekräftigte das Gericht die Pflicht zur Neugliederung des Bundesgebietes als bindenden Auftrag an die zuständigen Verfassungsorgane und stellte klar, dass eine Neugliederung nicht zwingend durch ein Gesetz im technischen Sinne („uno actu“), sondern auch in Teilregelungen („Phasen“) erfolgen könne.

#### Die Entwicklung bis zur Verfassungsänderung von 1969
Das Thema Neugliederung wurde weiterhin in der Öffentlichkeit diskutiert, so u. a. auf der Loccumer Tagung 1968 oder dem vierten Cappenberger Gespräch der Freiherr-vom-Stein-Gesellschaft 1969.
Auf Seiten der Politik einigte sich die Große Koalition darauf, die unerledigten Volksbegehren durch eine Verfassungsänderung zum Abschluss zu bringen. Im geänderten Abs. 3 wurden nun bindende Fristen für die erforderlichen Volksentscheide gesetzt. Die Volksentscheide in Niedersachsen und Rheinland-Pfalz sollten bis zum 31. März 1975, der in Baden bis zum 30. Juni 1970 durchgeführt werden. Das Quorum wurde auf ein Viertel der zum Landtag wahlberechtigten Bevölkerung festgesetzt. Abs. 4 bestimmte, dass vom Ergebnis des Volksentscheides nur abgewichen werden darf, soweit dies zur Erreichung der Ziele der Neugliederung nach Absatz 1 erforderlich ist.

#### Die Ernst-Kommission
In seiner Regierungserklärung vom 28. Oktober 1969 gab Bundeskanzler Willy Brandt bekannt: „Für die Länderneugliederung werden wir von dem nach Artikel 29 des Grundgesetzes gestellten Auftrag ausgehen.“ Dafür wurde eine Sachverständigen-Kommission eingesetzt, die nach ihrem Vorsitzenden, dem früheren Staatssekretär Professor Werner Ernst benannt war. Nach zweijähriger Arbeit legten die Experten 1973 ein Gutachten vor, das jeweils einen Alternativvorschlag für Norddeutschland und den mittel- und südwestdeutschen Raum vorsah. Im Norden sollte entweder ein einziges Bundesland Nord aus Schleswig-Holstein, Hamburg, Bremen und Niedersachsen (Lösung A) oder es sollten zwei neue Länder gebildet werden: ein Land Nordost aus Schleswig-Holstein, Hamburg und dem nördlichen Niedersachsen (von Cuxhaven bis Lüchow-Dannenberg) und ein Land Nordwest aus Bremen und dem übrigen Niedersachsen (Lösung B). Im Mittel- bzw. Südwesten sollte entweder Rheinland-Pfalz (mit Ausnahme des Großteils des Landkreises Germersheim) mit Hessen und dem Saarland unter Einschluss von Mannheim, Heidelberg und dem Rhein-Neckar-Kreis zu einem neuen Bundesland Mittelwest vereinigt werden (Lösung C); der Großteil des Kreises Germersheim wäre dann an Baden-Württemberg gefallen. Oder aus Baden-Württemberg, dem Saarland, der Pfalz (einschließlich der Region Worms) und dem größten Teil des Landkreises Bergstraße wäre ein neues Land Südwest zu bilden; das restliche Rheinland-Pfalz wäre dann mit Hessen zu einem neuen Land Mittelwest zu vereinigen (Lösung D). Beide Alternativen waren untereinander kombinierbar (AC, BC, AD, BD). Darüber hinaus schlug die Kommission kleinere Grenzkorrekturen in den Räumen Ulm/Neu-Ulm, Wertheim/Tauberbischofsheim, Ahrweiler/Neuwied, Altenkirchen, Osnabrück/Tecklenburg und Kassel/Münden vor.
Gleichzeitig erarbeitete die Kommission Kriterien für eine Qualifizierung der Richtbegriffe von Art. 29 Abs. 1 GG. An die erste Stelle rückte sie das Erfordernis der Leistungsfähigkeit jedes Landes, unterteilt in die Komponenten wirtschaftliche, finanzielle, politische und administrative Leistungsfähigkeit. Um Verwaltungsaufgaben adäquat erfüllen zu können, hielt sie eine Bevölkerungszahl von mindestens fünf Millionen pro Land für erforderlich. Demgegenüber bezeichnete sie die „landsmannschaftliche Verbundenheit“ als ein nicht quantifizierbares und kaum objektivierbares Kriterium.
Nach relativ kurzer Diskussion und überwiegend negativem Echo bei den betroffenen Ländern und großen Teilen der Fachwelt wurden die Vorschläge ad acta gelegt. Die Bevölkerung hatte auf die Neugliederungsvorschläge mit großer Gelassenheit reagiert.

#### Volksentscheide und Verfassungsänderung in den 1970er Jahren

Ergebnisse der Volksabstimmung in Baden 1970 nach Kreisen (Prozent Stimmen für die Wiedereinrichtung des Landes Baden)

In Baden fand am 7. Juni 1970 ein Volksentscheid statt: 81,9 % der Abstimmenden stimmten für den Verbleib beim Land Baden-Württemberg; 18,1 % entschieden sich für eine Wiederherstellung des alten Landes Baden. In Niedersachsen und Rheinland-Pfalz wurden am 19. Januar 1975 Volksentscheide durchgeführt. Dabei entschieden sich:
- für die Wiederherstellung des Landes Oldenburg 31 % der Wahlberechtigten
- für die Wiederherstellung des Landes Schaumburg-Lippe 39,5 % der Wahlberechtigten
- für die Umgliederung der Regierungsbezirke Koblenz und Trier des Landes Rheinland-Pfalz nach Nordrhein-Westfalen 13 %
- für die Umgliederung der Regierungsbezirke Montabaur und Rheinhessen des Landes Rheinland-Pfalz nach Hessen 14,3 % bzw. 7,1 %.[24]

Die beiden Volksentscheide in Niedersachsen waren somit erfolgreich. Damit war der Bundes-Gesetzgeber zum Handeln gezwungen, denn vom Ergebnis eines Volksentscheids durfte nur abgewichen werden, wenn dies zur Erreichung der Ziele der Neugliederung nach Abs. 1 erforderlich war. Er reagierte, indem er im Gesetz über die Regelung der Landeszugehörigkeit des Verwaltungsbezirks Oldenburg und des Landkreises Schaumburg-Lippe nach Art. 29 Abs. 3 Satz 2 des Grundgesetzes bestimmte, dass beide Gebiete bei Niedersachsen verbleiben müssen. Begründung war, dass die Schaffung selbständiger Länder Oldenburg und Schaumburg-Lippe den Zielen einer zeitgerechten Neugliederung widerspreche. Eine Klage des „Komitees Volksentscheid Oldenburg“ gegen diese Entscheidung wurde vom Bundesverfassungsgericht am 1. August 1978 als unzulässig abgewiesen.
Am 23. August 1976 wurde der bis dahin bindende Auftrag zur Neugliederung des Bundesgebiets in eine Kann-Vorschrift abgeändert: „Das Bundesgebiet kann neu gegliedert werden …“ – Abs. 1. Gleichzeitig wurden die Richtbegriffe für eine Neugliederung geändert. Die Begriffe der Größe und Leistungsfähigkeit rückten nunmehr an die erste Stelle; der Begriff des sozialen Gefüges entfiel, an seine Stelle traten die Erfordernisse der Raumordnung und der Landesplanung. Der im alten Absatz 4 mögliche Volksentscheid im gesamten Bundesgebiet wurde gestrichen; somit kann eine Änderung der Landeszugehörigkeit nicht mehr gegen den Willen der betroffenen Bevölkerung erzwungen werden. Der neue Absatz 4 ermöglicht Volksbegehren in „einem zusammenhängenden, abgegrenzten Siedlungs- und Wirtschaftsraum, dessen Teile in mehreren Ländern liegen und der mindestens eine Million Einwohner hat“.

#### Die Wiederaufnahme der AKK-Frage und der Nordstaat-Diskussion
Ende der 1980er Jahre bemühte sich der CDU-Abgeordnete Johannes Gerster, durch eine Änderung von Art. 29 Abs. 7 GG eine Rückgliederung der rechtsrheinischen Mainzer Stadtteile (siehe AKK-Konflikt) zu ermöglichen. Die erforderliche Zweidrittelmehrheit kam aber nicht zustande. Mit der 1994 vollzogenen Erhöhung der Schwelle für geringfügige Gebietsänderungen (siehe Abschnitt „Verfassungsänderung von 1994“) ist aber gleichwohl eine verbesserte rechtliche Grundlage für eine solche Änderung im Grundgesetz geschaffen worden. Auch die Diskussion um eine Neuordnung des norddeutschen Raumes lebte kurzzeitig wieder auf. Dabei wurden verschiedene Varianten (Vereinigung der vier Länder oder Verbund von Hamburg und Schleswig-Holstein) erörtert, aber letztlich blieb es beim Status quo.

### Nach der Wiedervereinigung

#### Die Länderneubildung in Ostdeutschland
Eine generelle Neugliederungsdebatte begann kurz vor der Wiedervereinigung. Obwohl es aus Wissenschaft (Werner Rutz, Karlheinz Blaschke unter anderem) und Politik (Gobrecht) Vorschläge für die Einführung von nur zwei, drei oder vier Ländern auf dem Gebiet der DDR gab, wurden durch das Ländereinführungsgesetz vom 22. Juli 1990 aus den 14 Bezirken (ohne Ost-Berlin) fünf Länder gebildet, die sich weitgehend an den Grenzen der in der DDR bis 1952 bestehenden Länder orientieren. Der Versuch Sachsens, während der Debatten der Gemeinsamen Verfassungskommission Art. 29 GG wieder zu einer „Soll-Vorschrift“ zu machen, scheiterte. Auch ein Vorschlag des damaligen Bundesinnenministers Schäuble, die bisher geltenden materiellen Kriterien für die Neugliederung zu streichen und eine befristete Neugliederungsmöglichkeit in zwei Phasen (bis Ende 1993 bzw. Ende 1999) zu schaffen, wurde von den Ländern mit großer Mehrheit abgelehnt. Aber die Kommission empfahl, für den Raum Berlin/Brandenburg ein vereinfachtes Neugliederungsverfahren einzuführen.
Im Zuge einer kleineren Grenzkorrektur nach Art. 29 Abs. 7 GG wurde Amt Neuhaus von Mecklenburg-Vorpommern nach Niedersachsen umgegliedert. Der entsprechende Staatsvertrag zwischen den beteiligten Ländern wurde im März 1993 geschlossen und trat am 30. Juni 1993 in Kraft.

#### Fränkischer Autonomieversuch
1989/90 versuchte die Fränkische Landsmannschaft, ein Bundesland Franken durch eine Neugliederung des Bundesgebietes gemäß Art. 29 GG mithilfe einer Unterschriftensammlung einzufordern. Es hätte die fränkischen Regierungsbezirke von Bayern sowie die zu Baden-Württemberg (Tauberfranken) und Thüringen gehörigen fränkischen Gebiete umfasst. Die Unterschriftensammlung war erfolgreich, die Durchführung eines Volksbegehrens wurde jedoch vom Bundesinnenministerium abgelehnt. Eine Klage der Initiatoren des Volksbegehrens vor dem Bundesverfassungsgericht gegen diese Entscheidung 1997 und ein weiterer Gang zum Europäischen Gerichtshof für Menschenrechte 1999 hatten keinen Erfolg.

#### Verfassungsänderung von 1994
Der 1994 neu in das Grundgesetz eingeführte Art. 118a GG sieht analog zu den Bestimmungen des alten Art. 118 GG eine Vereinigung von Berlin und Brandenburg abweichend von den Vorschriften des Art. 29 GG durch Vereinbarung beider Länder vor. Art. 29 GG wurde nochmals geändert und sieht u. a. auch eine Neugliederung durch Staatsvertrag zwischen Ländern vor; die maximale Einwohnerzahl für kleinere Gebietsänderungen (nach Abs. 7) wird auf 50.000 erhöht.

#### Gescheiterte Länderfusion Berlin-Brandenburg
Der tatsächliche Versuch der Fusion von Berlin und Brandenburg zu einem neuen Land Berlin-Brandenburg scheiterte im Mai 1996. Zwar war der Staatsvertrag zwischen Berlin und Brandenburg mit der notwendigen Zweidrittelmehrheit in beiden Parlamenten angenommen worden, aber das laut Art. 3 Abs. 1 des Neugliederungsstaatsvertrages notwendige Quorum von 25 % der Abstimmungsberechtigten in jedem der beiden Länder wurde nicht erreicht. Der Fusionsvertrag wäre also schon mangels Mindestzustimmung nicht in Kraft getreten. Weiterhin votierten rund 63 % der abstimmenden Brandenburger mit „nein“, knapp 37 % mit „ja“. In Berlin gab es mit ca. 53 % eine knappe Mehrheit für die Fusion, die jedoch nur in den westlichen Stadtteilen überwiegend befürwortet wurde.

#### Mitteldeutschland
Aus dem südlichen Sachsen-Anhalt kam wiederholt die Initiative zur Bildung eines Bundeslandes „Mitteldeutschland“, wobei der Name, die Landeshauptstadt und die Gliederung unterhalb der Landesebene ungeklärt sind. Über eine Unterschriftensammlung, initiiert und organisiert vom Landtagsabgeordneten Bernward Rothe im Raum Halle (Saale)/Leipzig kamen bis zum Juli 2015 über 8000 Unterstützer-Unterschriften zusammen. Der daraufhin eingereichte Antrag auf ein Volksbegehren, um für diesen Raum eine einheitliche Landeszugehörigkeit herbeizuführen, wurde am 30. September 2015 vom Bundesinnenministerium als „unzulässig und unbegründet“ abgelehnt. Es handle sich bei dem in den Anträgen bezeichneten Neugliederungsraum nicht um einen zusammenhängenden, abgegrenzten Siedlungs- und Wirtschaftsraum im Sinne von Art. 29 Abs. 4 GG. Gegen diese Entscheidung legte Rothe als Vertrauensmann der Initiative am 2. November 2015 Beschwerde beim Bundesverfassungsgericht ein. Mit Schreiben vom 14. November 2018 an die Vertrauensperson des Volksbegehrens für das Land Sachsen, Roland Mey, Antragsteller nach Bernward Rothe, wies das Bundesverfassungsgericht unter Bezugnahme auf die Ablehnungsbegründung des Bundesinnenministeriums die Beschwerde zurück.

### Fazit
Ob es je zu einer Neugliederung des Bundesgebiets kommen wird, ist fraglich. Das liegt weniger an dem in Art. 29 GG vorgesehenen Prozedere, das in der jetzigen Form „eher hindernd als fördernd“ (Schmidt-Jortzig) ist, als vor allem am mangelnden politischen Willen und dem Desinteresse der Bevölkerung. Allenfalls könnten der demografische Wandel und/oder finanzielle Zwänge in den kommenden Jahren zu Länderfusionen führen.

## Neugliederung mit dem Ziel weniger Länder
Vorschläge zur Zusammenlegung von Ländern werden immer wieder von verschiedenen Seiten vorgetragen.
Der Vorstoß des rheinland-pfälzischen Ministerpräsidenten Kurt Beck zur Fusion seines Landes mit dem Saarland vom Januar 2003 stieß dort auf Ablehnung.
Ebenfalls im Jahr 2003 forderte Brandenburgs Ministerpräsident Matthias Platzeck die Zusammenlegung von Berlin, Brandenburg und Mecklenburg-Vorpommern.
Die immer wieder ins Gespräch gebrachte Vereinigung des Landes Bremen mit dem Land Niedersachsen zu einem Nordweststaat hat derzeit geringe Aussichten auf Erfolg. In Teilen Norddeutschlands ist die Diskussion in Politik und Medien über einen Nordstaat ein Dauerthema.
Im Oktober 2014 regte die damalige Ministerpräsidentin des Saarlandes, Annegret Kramp-Karrenbauer, die Diskussion über Fusionen einzelner Bundesländer an. Sie forderte eine radikale Neuordnung der Bundesrepublik, falls es bei der Reform des Finanzausgleichs zu keiner Entlastung der armen Länder komme. „Wir würden dann darüber reden müssen, wie wir uns in Deutschland insgesamt zukunftsfähig aufstellen, konkret, ob es künftig nur noch sechs oder acht Bundesländer gibt, statt der bisherigen 16 Länder.“

### Argumente für und gegen eine Neugliederung
Als Argumente für eine Neugliederung werden typischerweise vorgebracht:
- Einsparung von Verwaltungskosten durch Wegfall von Landesparlamenten und -regierungen[40][41]
- durch weniger Landtagswahlen wird der Dauerwahlkampf eingeschränkt und es entsteht somit eine reformfreudigere Bundespolitik
- gerechtere Verteilung der Stimmen im Bundesrat
- gewichtigere Vertretung der Länderinteressen im Zentralstaat
- gemeinsame Politik zwischen einem Stadtstaat und dem umliegenden Land
- bessere Entwicklung für vormals geteilte Ballungsräume
- größerer Einfluss der Länder, wenn sie als Regionen vom Gewicht der kleinen bis mittleren EU-Mitgliedstaaten in Europa mitsprechen wollen.[42]

Häufig genannte Argumente gegen eine Neugliederung sind:
- Verlust regionaler Identifikation und Machtverlust durch Wegfall einer eigenen politischen Führung
- Verlust von Sitzen im Bundesrat durch begünstigende Gewichtung kleinerer Länder im Grundgesetz
- mögliche Vernachlässigung des Umlandes bei Fusion mit einem Stadtstaat, falls sich die Politik auf die Großstadt konzentriert (Beispiel Berlin-Brandenburg), oder gerade das Gegenteil: Verlust des Stadtstaatenprivilegs durch Angliederung an einen größeren Flächenstaat (Beispiel Bremen-Niedersachsen)
- Übernahme der Probleme der Vorgängerländer wie Landesschulden oder strukturschwache Regionen
- weitaus größere Unterschiede bei der Fläche und der Anzahl der Einwohner bei den Gliedstaaten anderer Bundesstaaten (Schweiz, USA, Brasilien) haben keine Forderung nach einer Neugliederung hervorgebracht
- Verlust der Bürgernähe einer Regierung durch größere Zuständigkeitsbereiche und Schwächung der direkten Demokratie
- möglicherweise geringere Einsparung von Verwaltungskosten durch Einrichtung von regionalen Mittelinstanzen[43] als Kompensation für verlorene Hauptstadtfunktionen.[44]

### Arten und Vorschläge der Neugliederung
Es gibt unterschiedliche Arten der Neugliederung, die in den verschiedenen Vorschlägen meist als Gesamtkonzept kombiniert werden: Fusionen von Ländern (wie 1952 zu Baden-Württemberg) oder Grenzkorrekturen zwischen zwei Ländern (wie z. B. 1955, als der Landkreis Lindau zurück zu Bayern kam).

### Konkrete Vorschläge für eine Neugliederung nach 1990
| 17-Länder-Lösung nach Rutz                | Döring-Modell 2003 | Rutz-8-Länder-Lösung 1995 | Miegel-Modell 1990                              | Rutz-6-Länder-Lösung 1995 | Apel-Modell 1997 | 6 gleich große Länder           |
| 17 Länder                                 | 9 Länder           | 8 Länder                  | 7 Länder                                        | 6 Länder                  | 6 Länder         | 6 Länder                        |
| Neugliederung (anderer Länder- zuschnitt) | Fusion             | Neugliederung             | Fusion und Spaltung ST (ähnliche Einwohnerzahl) | Neugliederung             | Fusion           | Fusion (ähnliche Einwohnerzahl) |
| Werner Rutz 1995                          | Walter Döring 2003 | Werner Rutz 1995          | Meinhard Miegel 1990 und Adrian Ottnad 1997     | Werner Rutz 1995          | Hans Apel 1997   | Barthelmess/Hübl, 2006          |

Fast alle Fusionsmodelle erzwingen eine durchschnittliche Vergrößerung der Länder durch Zusammenlegung. Daher lassen sich die Eckdaten der zu schaffenden Länder arithmetisch aus den bisherigen Ländern berechnen. Da diese Varianten formal „einfach“ zu schaffen wären, stehen diese Modelle in der folgenden Einzelerläuterung vornan.

Bundesländer und Metropolregionen

In den folgenden Tabellen werden die Metropolregionen in Bundesländern, in denen ihr Zentrum liegt – was nicht zwingend heißt, dass dort die Mehrheit der Einwohner lebt, siehe Bremen – fett gedruckt. Kleindruck bedeutet dem gegenüber, dass das betreffende Land nur marginale Anteile hat.

#### 16 Länder (derzeitiger Stand)
Nach bisherigem Stand sieht es wie folgt aus:
- Ländergrößen zwischen 419 und 70.552 km², im Durchschnitt 22.318 km² bei einem Gini-Koeffizienten von 56,80 %
- Einwohnerzahlen zwischen 0,7 und 18 Millionen, im Durchschnitt 5,14 Millionen bei einem Gini-Koeffizienten von 53,97 %
- Einwohnerdichten zwischen 72 und 3834 Einwohnern pro km²
- Die Zentren der 11 Metropolregionen liegen in nur 9 der 16 Länder.
  - 3 Länder kommen ohne nennenswerte Anteile an Metropolregionen aus.
  - 6 Metropolregionen liegen nicht-marginal an Ländergrenzen

| Land                       | Fläche [km²] | Einw. [Mio.] | Einw. je km² | Metropolregionen              | Hauptstadt        | BR |
| -------------------------- | ------------ | ------------ | ------------ | ----------------------------- | ----------------- | -- |
| Baden-Württemberg          | 35.751       | 11,070       | 310          | Stuttgart, Rhein-Neckar       | Stuttgart         | 6  |
| Bayern                     | 70.552       | 13,077       | 185          | München, Nürnberg, Rhein-Main | München           | 6  |
| Berlin                     | 891          | 3,645        | 4090         | Berlin                        | —                 | 4  |
| Brandenburg                | 29.480       | 2,512        | 85           | Berlin                        | Potsdam           | 4  |
| Bremen                     | 419          | 0,683        | 1629         | Bremen                        | Bremen (de facto) | 3  |
| Hamburg                    | 755          | 1,841        | 2438         | Hamburg                       | —                 | 3  |
| Hessen                     | 21.115       | 6,266        | 297          | Rhein-Main, Rhein-Neckar      | Wiesbaden         | 5  |
| Mecklenburg-Vorpommern     | 23.185       | 1,610        | 69           | Hamburg                       | Schwerin          | 3  |
| Niedersachsen              | 47.625       | 7,982        | 167          | Hannover, Bremen, Hamburg     | Hannover          | 6  |
| Nordrhein-Westfalen        | 34.086       | 17,933       | 526          | Rhein-Ruhr                    | Düsseldorf        | 6  |
| Rheinland-Pfalz            | 19.853       | 4,085        | 206          | Rhein-Main, Rhein-Neckar      | Mainz             | 4  |
| Saarland                   | 2.569        | 0,991        | 385          |                               | Saarbrücken       | 3  |
| Sachsen                    | 18.418       | 4,078        | 221          | Mitteldeutschland             | Dresden           | 4  |
| Sachsen-Anhalt             | 20.447       | 2,208        | 108          | Mitteldeutschland             | Magdeburg         | 4  |
| Schleswig-Holstein         | 15.799       | 2,897        | 183          | Hamburg                       | Kiel              | 4  |
| Thüringen                  | 16.172       | 2,143        | 132          | Mitteldeutschland             | Erfurt            | 4  |
| Bundesrepublik Deutschland | 357.104      | 83,019       | 232          | alle                          | Berlin            | 69 |

#### 9-Länder-Modell
In diesem Modell fusionieren Schleswig-Holstein und Hamburg mit Mecklenburg-Vorpommern, Berlin mit Brandenburg und Sachsen-Anhalt, Sachsen mit Thüringen, Niedersachsen mit Bremen und Rheinland-Pfalz mit dem Saarland. Dieser Vorschlag wurde vom FDP-Politiker Walter Döring ins Gespräch gebracht.
- Ländergrößen zwischen 21.225 und 70.552 km²
- Einwohnerzahlen zwischen 5 und 18 Millionen
- Einwohnerdichten zwischen 158 und 528 Einwohnern pro km²
- Die Zentren der 11 Metropolregionen liegen in 8 der 9 Länder
  - Alle Länder haben nennenswerte Anteile an Metropolregionen
  - 3 Metropolregionen liegen nicht-marginal an Ländergrenzen

Döring-Modell 2003

| Land                       | Fläche [km²] | Einw. [Mio.] | Einw. je km² | Metropolregionen              | Farbe |
| -------------------------- | ------------ | ------------ | ------------ | ----------------------------- | ----- |
| Baden-Württemberg          | 35.751       | 11,070       | 310          | Stuttgart, Rhein-Neckar       |       |
| Bayern                     | 70.552       | 13,077       | 185          | München, Nürnberg, Rhein-Main |       |
| Berlin-Brandenburg-ST      | 50.818       | 8,365        | 165          | Berlin                        |       |
| Hessen                     | 21.115       | 6,266        | 297          | Rhein-Main, Rhein-Neckar      |       |
| Niedersachsen/Bremen       | 48.029       | 8,665        | 180          | Hannover, Bremen, Hamburg     |       |
| Nordrhein-Westfalen        | 34.086       | 17,933       | 526          | Rhein-Ruhr                    |       |
| Nordstaat (SH/HH/MV)       | 39.739       | 6,348        | 160          | Hamburg                       |       |
| Rheinland-Pfalz/Saarland   | 22.422       | 5,075        | 226          | Rhein-Main, Rhein-Neckar      |       |
| Thüringen-Sachsen          | 34.590       | 6,221        | 180          | Mitteldeutschland             |       |
| Bundesrepublik Deutschland | 357.104      | 83,019       | 232          | alle                          |       |

#### 8-Länder-Modell nach Voscherau
Im Modell nach Henning Voscherau fusionieren Schleswig-Holstein mit Hamburg und Mecklenburg-Vorpommern, Sachsen mit Sachsen-Anhalt, Rheinland-Pfalz mit dem Saarland, Hessen und Thüringen, Berlin mit Brandenburg und Niedersachsen mit Bremen.
- Ländergrößen zwischen 30.371 und 70.552 km², im Durchschnitt 44.638 km², bei einem Gini-Koeffizienten von 84,35 %
- Einwohnerzahlen zwischen 6 und 18 Millionen, im Durchschnitt 10,28 Millionen, bei einem Gini-Koeffizienten von 78,73 %
- Einwohnerdichten zwischen 158 und 528 Einwohnern pro km²
- Die Zentren der 11 Metropolregionen liegen in allen 8 Ländern
  - Alle Länder haben nennenswerte Anteile an Metropolregionen
  - 3 Metropolregionen liegen nicht-marginal an Ländergrenzen

| Land                       | Fläche [km²] | Einw. [Mio.] | Einw. je km² | Metropolregionen                            | Hauptstadt         |
| -------------------------- | ------------ | ------------ | ------------ | ------------------------------------------- | ------------------ |
| Baden-Württemberg          | 35.751       | 10,750       | 301          | Stuttgart, Rhein-Neckar                     | Stuttgart          |
| Bayern                     | 70.552       | 12,520       | 177          | München, Nürnberg, Rhein-Main               | München            |
| Berlin-Brandenburg         | 30.371       | 5,952        | 196          | Berlin                                      | Potsdam            |
| HE/TH/RP/SL                | 59.709       | 13,445       | 225          | Rhein-Main, Rhein-Neckar, Mitteldeutschland | n/a                |
| Niedersachsen/Bremen       | 48.029       | 8,635        | 180          | Hannover, Bremen, Hamburg                   | Hannover           |
| Nordrhein-Westfalen        | 34.086       | 17,997       | 528          | Rhein-Ruhr                                  | Düsseldorf         |
| Nordstaat (SH/HH/MV)       | 39.739       | 6,288        | 158          | Hamburg                                     | Kiel oder Schwerin |
| Sachsen-Sachsen-Anhalt     | 38.865       | 6,632        | 171          | Mitteldeutschland                           | Dresden            |
| Bundesrepublik Deutschland | 357.104      | 82,219       | 230          | alle                                        | Berlin             |

#### 8-Länder-Modell nach Rutz

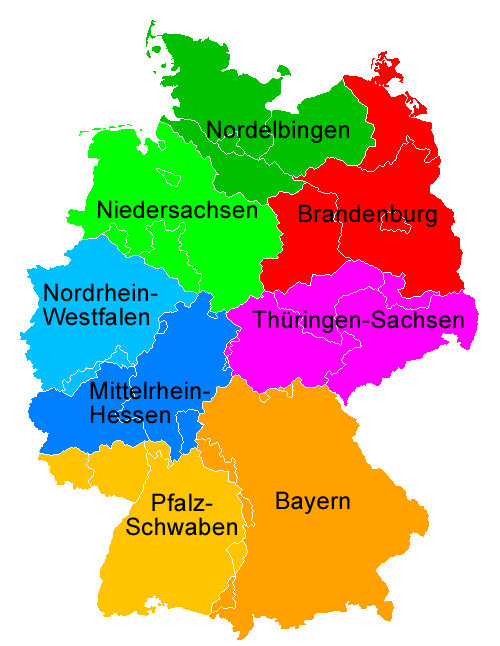
8-Länder-Lösung nach Rutz 1995

Das 8-Länder-Modell nach Werner Rutz 1995 ist zum einen bemüht, vergleichbar große Länder zu schaffen, zum anderen Wirtschaftsräume – insbesondere die 11 Metropolregionen – unzerschnitten auf nur je ein Land auszudehnen. Neben der Teilung und Fusion einiger Länder sieht das Modell auch Grenzkorrekturen vor, die darauf abzielen, die Vorschläge bei den Bevölkerungen der Länder konsensfähig zu machen – z. B. Ausgleichsgebiete an Bayern für die Abgabe von Neu-Ulm (Fusion mit Ulm im Südweststaat) und dem Raum Aschaffenburg (Metropolregion Rhein-Main). Teilweise wachsen auch historische Landstriche – z. B. die durch den Rhein geteilte Pfalz – wieder zusammen.
Folgende Fusionen, Teilungen und Verschiebungen sind in der Hauptsache angedacht:
- Nordelbingen („Nordstaat“) entsteht aus der Fusion von Schleswig-Holstein, Hamburg, dem Westen von Mecklenburg-Vorpommern (Mecklenburg außer seinem äußersten Osten) und dem zur Metropolregion Hamburg gehörenden Streifen im Nordosten Niedersachsens.
- Niedersachsen fusioniert mit Bremen, gibt einen elbnahen Streifen im Nordosten an Nordelbingen ab und erhält von Nordrhein-Westfalen große Teile der Region Ostwestfalen-Lippe und das Tecklenburger Land.
- Nordrhein-Westfalen gibt die genannten beiden Regionen im Norden an Niedersachsen ab und erhält im Süden u. a. den zum Wirtschaftsraum Siegerland gehörigen Oberkreis (bisher Teil des Landkreises Altenkirchen (Westerwald), Rheinland-Pfalz) und an den Wirtschaftsraum Bonn angrenzende Orte im Rheintal (bisherig Landkreis Ahrweiler und Landkreis Neuwied).
- Mittelrhein-Hessen entsteht durch die Fusion von Hessen mit dem Norden von Rheinland-Pfalz (ehemaliger Regierungsbezirk Trier und große Teile Rheinhessens). Aus dem heutigen Bayern wird der Raum Aschaffenburg (Rhein-Main-Gebiet) integriert, dafür werden südliche Landesteile (Odenwald und Bergstraße) an den Südweststaat Pfalz-Schwaben abgegeben.
- Pfalz-Schwaben entsteht durch die Fusion von Baden-Württemberg mit der linksrheinischen Pfalz, dem Süden Rheinhessens (Worms) – beide bisher in Rheinland-Pfalz – und dem Saarland. Ulm wird um den Raum Neu-Ulm (bisher Bayern) erweitert, Teile von Oberschwaben (nördlich des Bodensees) und der Raum Heidenheim an der Brenz gehen im Gegenzug an Bayern.
- Bayern erhält neben bereits aufgeführten Verschiebungen einige fränkische Gemeinden im Süden der Landkreise Hildburghausen und Sonneberg von Thüringen.
- (Groß-)Brandenburg entsteht durch die Fusion aus Brandenburg, Berlin, dem Norden von Sachsen-Anhalt und Vorpommern nebst Mecklenburg-Strelitz (bisher Osten von Mecklenburg-Vorpommern). Teile im Südwesten gehen an Thüringen-Sachsen.
- Thüringen-Sachsen entsteht per Fusion von Thüringen, Sachsen und dem Süden Sachsen-Anhalts sowie südwestlicher Teile des heutigen Landes Brandenburg.[51][52]

Kenngrößen für diese Neugliederung:
- Ländergrößen zwischen 30.317 und 71.337 km²
- Einwohnerzahlen zwischen 6,3 und 16,3 Millionen
- Einwohnerdichten zwischen 156 und 538 Einwohnern pro km²
- Alle 11 Metropolregionen liegen je ungeteilt in genau einem der 8 Länder
  - Die 8 größten Metropolregionen liegen je in genau einem der 8 Länder
  - Jedes Land hat mindestens eine und höchstens zwei Metropolregionen
  - Etwa 50 % bis 75 % der Bevölkerung eines jeden Landes lebt in Metropolregionen

Bei den Einwohnerzahlen der Metropolregionen (MPR) ist zu beachten, dass diese ein raumplanerisch mehr oder weniger willkürlich umfasstes Umland mit einbeziehen. So besteht z. B. die Metropolregion Berlin-Brandenburg aus genau beiden bisherigen Ländern, während die Metropolregion Stuttgart sich vergleichsweise dicht an der Stadt orientiert. Die Stadt Worms und der Landkreis Bergstraße sind bislang gar gleichzeitiger Bestandteil zweier verschiedener Metropolregionen (Rhein-Main und Rhein-Neckar).
| Land                       | Fläche [km²] | Einw. [Mio.] | Einw. je km² | Metropol- regionen     | Einw. je MPR | Einw. in MPR [%] | Farbe |
| -------------------------- | ------------ | ------------ | ------------ | ---------------------- | ------------ | ---------------- | ----- |
| Bayern                     | 71.337       | 11,4         | 160          | München Nürnberg       | 5,71 3,56    | 76               |       |
| Brandenburg                | 50.635       | 7,9          | 156          | Berlin                 | 6,00         | 75               |       |
| Mittelrhein-Hessen         | 35.011       | 8,1          | 231          | Rhein-Main             | 5,70         | 68               |       |
| Niedersachsen              | 44.182       | 8,9          | 201          | Hannover Nordwest      | 3,78 2,72    | 71               |       |
| Nordelbingen               | 37.975       | 6,3          | 166          | Hamburg                | 5,00         | 68               |       |
| Nordrhein-Westfalen        | 30.317       | 16,3         | 538          | Rhein-Ruhr             | 10,68        | 70               |       |
| Pfalz-Schwaben             | 42.855       | 12,8         | 299          | Stuttgart Rhein-Neckar | 5,29 2,40    | 60               |       |
| Thüringen-Sachsen          | 44.226       | 8,9          | 201          | Mitteldeutschland      | 2,40         | 49               |       |
| Bundesrepublik Deutschland | 357.104      | 82,219       | 230          | alle                   | 57,98        | 71               |       |

#### 7-Länder-Modell
Auch das 7-Länder-Modell nach Miegel und Ottnad ist, von der Zweiteilung Sachsen-Anhalts abgesehen, ein reines Fusionsmodell.
In diesem Modell fusionieren Schleswig-Holstein mit Hamburg, Niedersachsen und Bremen. Berlin fusioniert mit Brandenburg, Mecklenburg-Vorpommern und dem Norden Sachsen-Anhalts. Sachsen fusioniert mit Thüringen und dem Süden Sachsen-Anhalts. Das Land Rheinland-Pfalz fusioniert mit dem Saarland und Hessen.
- Ländergrößen zwischen 34.086 und 70.552 km²
- Einwohnerzahlen zwischen 8 und 18 Millionen
- Einwohnerdichten zwischen 134 und 528 Einwohnern pro km²
- In jedem Land liegt mindestens 1 Zentrum einer der 11 Metropolregionen
  - 1 Bundesland beheimatet 3 Metropolregionen
  - 1 Metropolregion liegt nicht-marginal an Ländergrenzen

| Land                       | Fläche [km²] | Einw. [Mio.] | Einw. je km² | Metropolregionen              | Hauptstadt               | Farbe |
| -------------------------- | ------------ | ------------ | ------------ | ----------------------------- | ------------------------ | ----- |
| Baden-Württemberg          | 35.751       | 10,750       | 301          | Stuttgart, Rhein-Neckar       | Stuttgart                |       |
| Bayern                     | 70.552       | 12,520       | 177          | München, Nürnberg, Rhein-Main | München                  |       |
| Berlin-BB/MV/-ST-Nord      | 63.942       | 8,551        | 134          | Berlin, Hamburg               | Potsdam                  |       |
| Hessen/RP/Saarland         | 43.537       | 11,156       | 256          | Rhein-Main, Rhein-Neckar      | Wiesbaden und/oder Mainz |       |
| Niedersachsen/SH/HH/HB     | 64.584       | 13,243       | 205          | Hamburg, Hannover, Bremen     | Hannover                 |       |
| Nordrhein-Westfalen        | 34.086       | 17,997       | 528          | Rhein-Ruhr                    | Düsseldorf               |       |
| Thüringen-Sachsen-ST-Süd   | 44.650       | 7,972        | 179          | Mitteldeutschland             | Dresden                  |       |
| Bundesrepublik Deutschland | 357.104      | 82,219       | 230          | alle                          | Berlin                   |       |

7-Länder-Modell nach Miegel und Ottnad

Auch Benjamin-Immanuel Hoff bezieht sich in seinem Modell zur Länderneugliederung in Ostdeutschland auf Ottnad, kritisiert jedoch bzgl. Westdeutschland die nicht behobene Aufteilung von Rhein-Neckar.

#### 6-Länder-Modell
Das Modell von Andreas Barthelmess und Philipp Hübl geht noch etwas weiter als das Modell von Henning Voscherau. Zusätzlich zu seinem Modell fusionieren die Länder Berlin-Brandenburg und Sachsen/Sachsen-Anhalt sowie die Länder Niedersachsen/Bremen mit Hamburg/Schleswig-Holstein/Mecklenburg-Vorpommern.
- Ländergrößen zwischen 34.086 und 87.768 km², im Durchschnitt 59.157 km², bei einem Gini-Koeffizienten von 82,16 %
- Einwohnerzahlen zwischen 11 und 18 Millionen, im Durchschnitt 13,70 Millionen, bei einem Gini-Koeffizienten von 91,01 %
- Einwohnerdichten zwischen 170 und 528 Einwohnern pro km²
- Die Zentren der 11 Metropolregionen liegen in allen 6 Ländern
  - Alle Länder haben mindestens eine Metropolregion
  - 3 Metropolregionen liegen nicht-marginal an Ländergrenzen

6 Länder mit jeweils ungefähr gleich vielen Einwohnern

| Land                                | Fläche [km²] | Einw. [Mio.] | Einw. je km² | Metropolregionen                            | Farbe |
| ----------------------------------- | ------------ | ------------ | ------------ | ------------------------------------------- | ----- |
| Baden-Württemberg                   | 35.751       | 11,070       | 310          | Stuttgart, Rhein-Neckar                     |       |
| Bayern                              | 70.552       | 13,077       | 185          | München, Nürnberg, Rhein-Main               |       |
| Mittelrhein-Thüringen (HE/TH/RP/SL) | 59.709       | 13,484       | 226          | Rhein-Main, Rhein-Neckar, Mitteldeutschland |       |
| Nordrhein-Westfalen                 | 34.086       | 17,933       | 526          | Rhein-Ruhr                                  |       |
| Hansebund (NI/SH/HH/MV/HB)          | 87.768       | 15,013       | 171          | Hamburg, Hannover, Bremen                   |       |
| Brandenburg-Sachsen (SN/BE/BB/ST)   | 69.236       | 12,443       | 180          | Berlin, Mitteldeutschland                   |       |
| Bundesrepublik Deutschland          | 357.104      | 83,019       | 232          | alle                                        |       |

#### Alternativ: 17-Länder-Modell nach Rutz

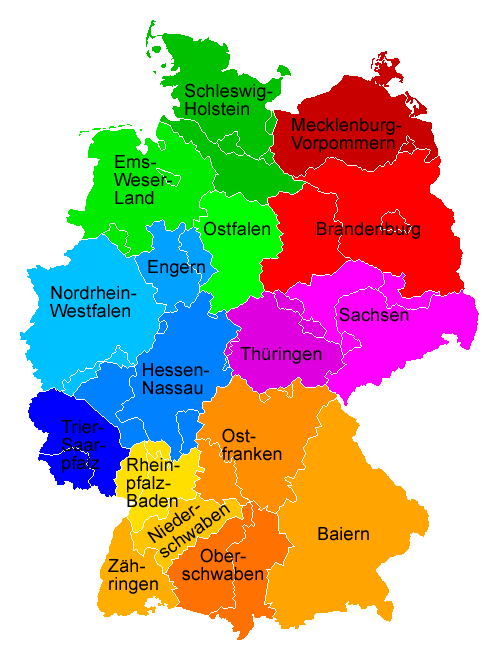
17-Länder-Lösung nach Rutz

Alternativ zu den Lösungen, die eine Verringerung der Anzahl Länder vorsehen, hat Werner Rutz auch ein Modell vorgelegt, das die Anzahl der Länder in etwa erhält, sich jedoch deutlich stärker an den existierenden Verdichtungs- und Wirtschaftsräumen orientiert. Dabei wurde untersucht, inwieweit ein Verdichtungsraum geeignet erscheint, Kern eines (u. U. kleineren) Landes zu werden. Hierzu wurde u. a. geprüft, ob der jeweilige Verdichtungsraum zusammen mit seinem Umland auf die Mindesteinwohnerzahl von 1,9 Millionen (Vergleichszahl Mecklenburg-Vorpommerns) käme oder nicht.
Die entstehenden Länder wären landsmannschaftlich vergleichsweise homogen. Dem folgend orientiert sich die Namensgebung z. T. an mittelalterlichen Territorialnamen.
Dieses Modell ergibt:
- Ländergrößen zwischen 8438 und 40.461 km²
- Einwohnerzahlen zwischen knapp 2 und 16 Millionen
- Einwohnerdichten zwischen 81 (MV) bzw. 152 und 570 Einwohnern pro km²
- Die elf Metropolregionen liegen in je verschiedenen Ländern.
  - Auch kleinere Ballungsgebiete bleiben ungeteilt.

In der Spalte „Zentren“ sind Metropolregionen je fett gedruckt. Auch namentlich nicht genannte größere Städte der Metropolregion liegen im jeweiligen Land. Indes liegen u. U. Randbereiche, die bislang raumplanerisch zur Metropolregion gezählt werden, in Nachbarländern, da sie eher dem Einzugsgebiet eines dortigen, kleineren Zentrums zuzuordnen sind.
| Land (umfasst in der Hauptsache) | Länder     | Fläche [km²] | Einw. [Mio.] | Einw. je km² | Zentren                                           |
| --- | ---------- | ------------ | ------------ | ------------ | ------------------------------------------------- |
| Baiern (sic!) Oberbayern, Niederbayern, Oberpfalz | BY         | 38.158       | 6,09         | 160          | München, Regensburg, Ingolstadt, Passau, Landshut |
| Brandenburg , Berlin, Nordhälfte Sachsen-Anhalts | BB, BE, ST | 40.461       | 7,10         | 175          | Berlin, Magdeburg                                 |
| Ems-Weser-Land Freie Hansestadt Bremen und Westen Niedersachsens, Tecklenburger Land                                                                         | NI, HB, NW | 24.243       | 3,84         | 158          | Bremen, Osnabrück                                 |
| Engern Südliche Hälfte des mittelalterlichen Engern – Ostwestfalen-Lippe, Kreise Holzminden, Hameln-Pyrmont und Schaumburg                                   | NW, NI     | 8.866        | 2,36         | 266          | Bielefeld, Paderborn, Minden                      |
| Hessen-Nassau Hessen, Rheinhessen, Mittelrhein, Untermain | HE, RP, BY | 26.939       | 7,20         | 270          | Rhein-Main, Kassel, Koblenz, Marburg              |
| Mecklenburg-Vorpommern | MV         | 22.708       | 1,84         | 81           | Rostock, Schwerin                                 |
| Nordrhein-Westfalen ohne Ostwestfalen-Lippe, äußerster Norden von Rheinland-Pfalz                                                                            | NW, RP     | 27.591       | 15,74        | 570          | Rhein-Ruhr, Aachen, Münster, Siegen               |
| Niederschwaben Württemberg nördlich der Schwäbischen Alb | BW         | 8.438        | 3,70         | 438          | Stuttgart                                         |
| Oberschwaben inc. des bayerischen Teils | BY, BW     | 17.991       | 2,90         | 161          | Augsburg, Ulm, Konstanz, Kempten (Allgäu)         |
| Ostfalen In den alten Bundesländern gelegener Teil des mittelalterlichen Ostfalen – Südosten Niedersachsens                                                  | NI         | 14.038       | 3,27         | 167          | Hannover, Braunschweig, Göttingen, Goslar         |
| Ostfranken Ober-, Unter- und Mittelfranken; Kreise Main-Tauber, Hohenlohekreis, Landkreis Schwäbisch Hall, Süden der Landkreise Sonneberg und Hildburghausen | BY, BW     | 24.751       | 4,00         | 162          | Nürnberg, Würzburg                                |
| Rheinpfalz-Baden Gesamte Kurpfalz östlich des Pfälzerwaldes, Norden Badens                                                                                   | BW, RP, HE | 9.690        | 3,87         | 399          | Rhein-Neckar, Karlsruhe, Pforzheim                |
| Sachsen , Südhälfte Sachsen-Anhalts | SN, ST, TH | 27.405       | 6,33         | 231          | Mitteldeutschland, Dessau-Roßlau                  |
| Schleswig-Holstein , Hamburg, Nordosten Niedersachsens | SH, HH, NI | 25.441       | 5,21         | 205          | Hamburg, Lübeck, Kiel                             |
| Thüringen , Teile des südlichen Sachsen-Anhalts | TH         | 16.776       | 2,55         | 152          | Erfurt, Gera, Jena                                |
| Trier-Saarpfalz Rheinland-Pfalz bis auf den Südosten, Saarland                                                                                               | RP, SL     | 13.622       | 2,48         | 182          | Saarbrücken, Trier, Kaiserslautern                |
| Zähringen Südbaden bzw. der deutsche Teil Zähringens | BW         | 9.613        | 2,10         | 218          | Freiburg, Villingen-Schwenningen, Offenburg       |
| Bundesrepublik Deutschland | alle       | 357.104      | 82,219       | 230          | alle                                              |

## Alternativen zur Neugliederung
Alternativ zu einer Neugliederung gibt es zahlreiche Formen einer Zusammenarbeit zwischen den Ländern, die im jeweiligen Fall durch Staatsverträge geregelt werden. Hessen und Rheinland-Pfalz finanzierten bis 2011 gemeinsam die Forschungsanstalt für Garten- und Weinbau in Geisenheim; Berlin und Brandenburg haben jeweils ein gemeinsames Finanz-, Landesarbeits-, Landessozial- und Oberverwaltungsgericht; Niedersachsen und Schleswig-Holstein hatten bis 1991 ein gemeinsames Oberverwaltungsgericht in Lüneburg. Einige Bundesländer kooperieren auch durch die Zusammenlegung von Behörden; z. B. haben Hamburg und Schleswig-Holstein die Datenzentralen, Eichämter und die Landesbanken zusammengelegt. Diese Kooperationen bleiben aber immer punktuell begrenzt; dabei liegt der Schwerpunkt bei einer technisch-organisatorischen Aufgabenteilung. Flächendeckende länderübergreifende Kooperationen gibt es keine.
Ende der 1960er Jahre wurden die sog. Gemeinschaftsaufgaben in das Grundgesetz aufgenommen. Damit sollte sich der Bund an der Erfüllung bestimmter Aufgaben (z. B. Hochschulbau oder Küstenschutz) beteiligen, zu denen einzelne Länder nicht in der Lage waren. Die Gemeinschaftsaufgaben wurden im Zuge der Föderalismusreform jedoch teilweise wieder abgeschafft.
Alternativen zur bisherigen Territorialgliederung wurden in der Regel aus ökonomischen oder verwaltungstechnischen Gründen entwickelt, wenn die vorgegebene Gliederung in Bundesländer als unpraktisch (z. B. zu kleinräumig) empfunden wurde, und man versuchte (allerdings völlig unkoordiniert) größere Einheiten zu schaffen.
Verschiedene öffentliche und private Institutionen haben sich, wenn es ihnen zweckmäßig erschien, eine organisatorisch-territoriale Gliederung gegeben, die zum Teil erheblich von der Gliederung in Bundesländer abweicht. Dabei wurden entweder mehrere Bundesländer zu größeren Einheiten zusammengefasst oder größere Einheiten teilweise auch ohne Rücksicht auf bestehende Landesgrenzen geschaffen. Institutionen, die ein hohes Interesse an effizienten räumlichen (Entscheidungs-)Strukturen haben, sind beispielsweise die Bundespolizei, die Bundesagentur für Arbeit oder das Technische Hilfswerk. Auch wenn diese Strukturen ihre eigene Logik aufweisen, ist es bemerkenswert, dass sich eine Anzahl von 8 bis 10 Raumeinheiten herausgebildet hat und die Stadtstaaten fast immer Teil einer größeren Einheit sind.
Aber auch die Landesrundfunkanstalten der ARD versuchen, die regionale Zugehörigkeit über Ländergrenzen hinweg zu prägen („Mitteldeutschland“, „SWR3-Land“). Postleitregionen und Telefonvorwahlbereiche weichen noch erheblicher von der bestehenden Ländergliederung ab. Letztlich sind dadurch sich vielfach überschneidende Einheiten entstanden.

ARD 9 Landesrundfunkanstalten
Autobahn GmbH mit 10 Niederlassungen
Evangelische Kirche 20 Landeskirchen
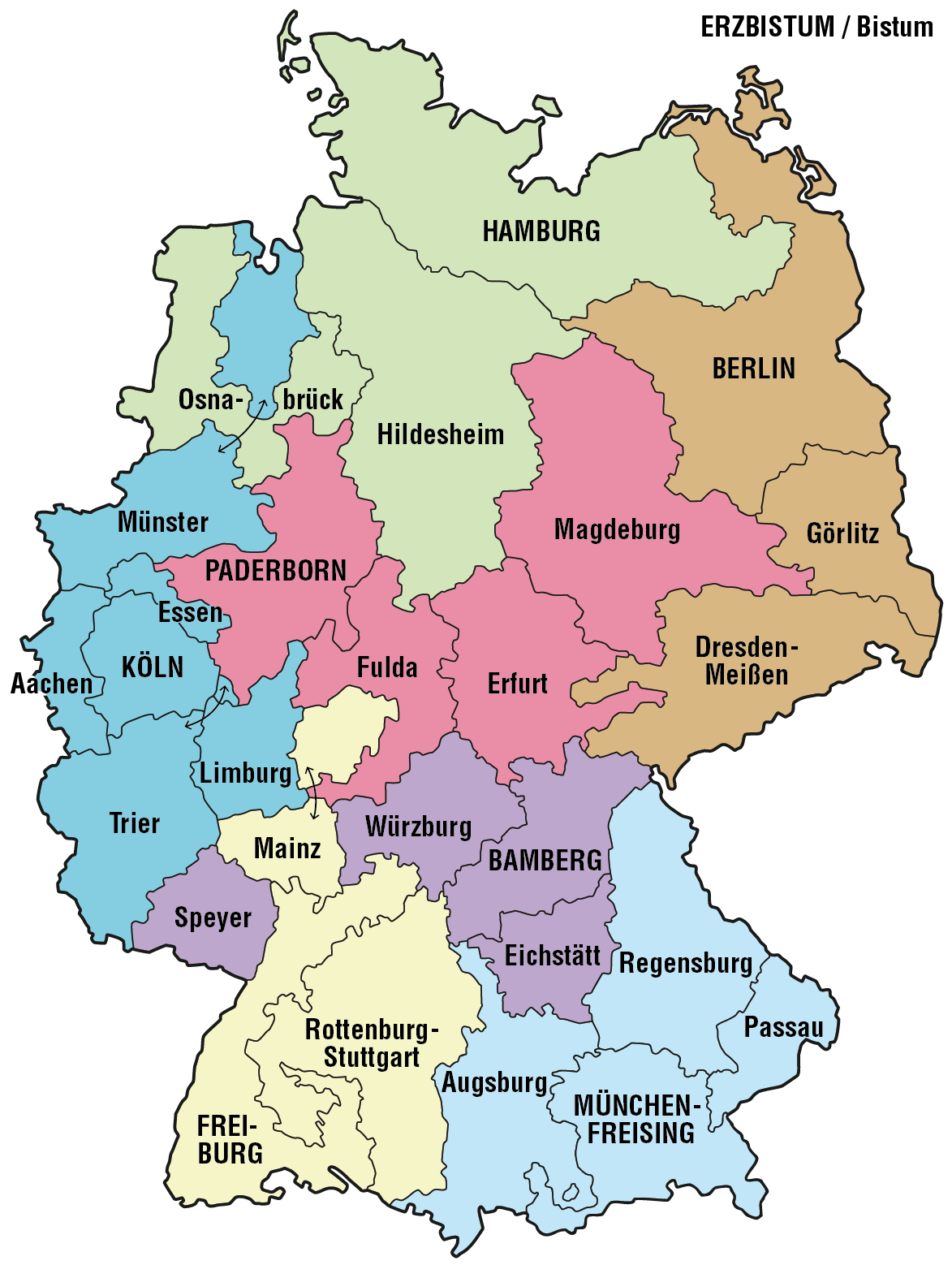
Katholische Kirche 27 Bistümer
- Bundespolizei
8 Flächendirektionen
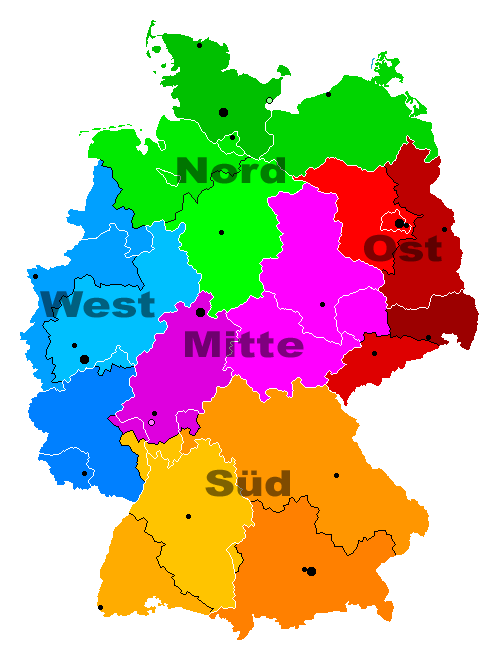
Bundespolizei (alt) 5 Präsidien und 19 Ämter
THW 8 Landesverbände
DGB 9 Bezirke
Bundesbank 9 Hauptverwaltungen (ehemalige Landeszentralbanken)
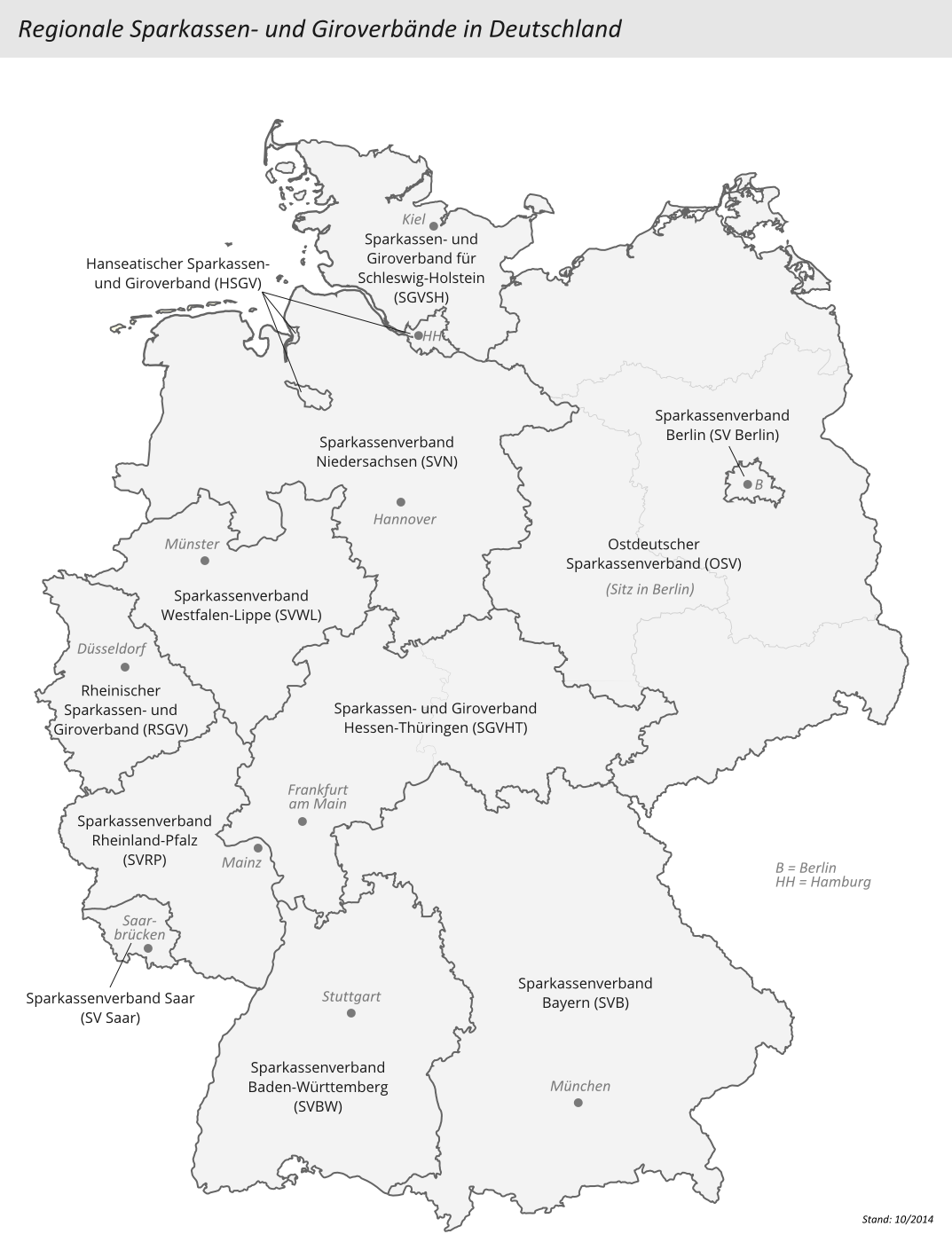
Deutscher Sparkassen- und Giroverband 12 Regionalverbände
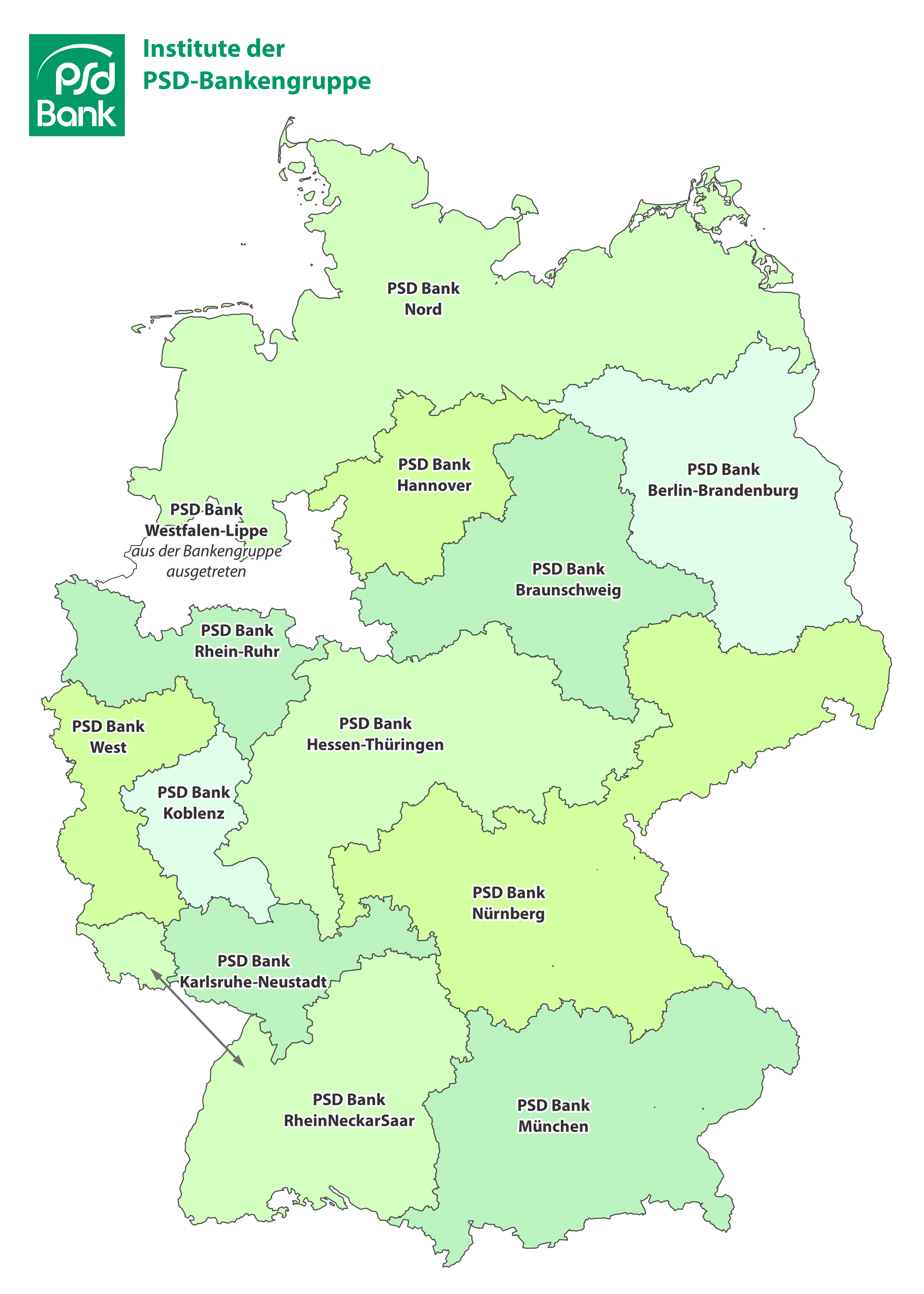
PSD Bankengruppe 13 Regionalinstitute
Deutsche Rentenversicherung 14 Regionalträger
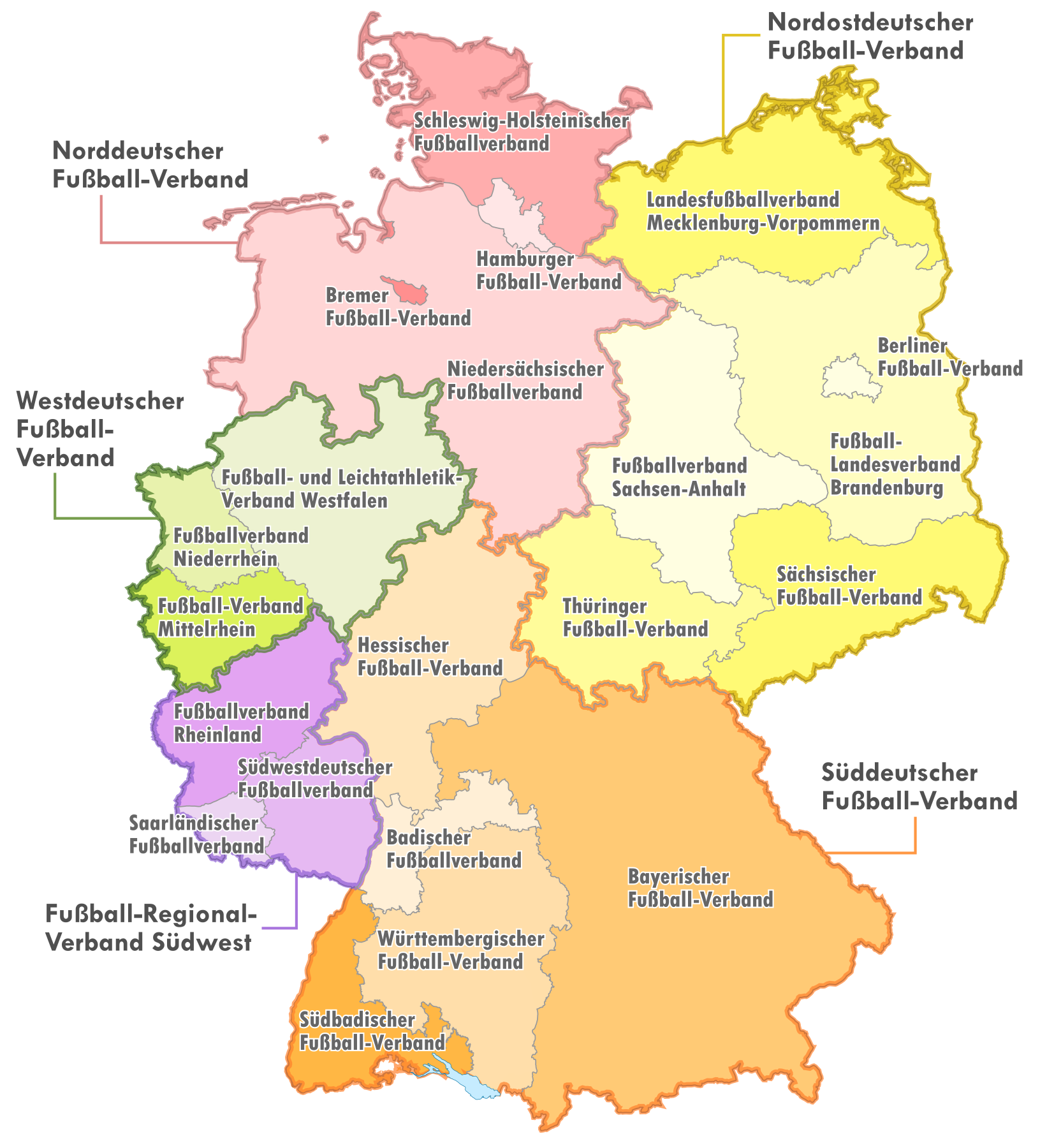
DFB 5 Regional- und 21 Landesverbände
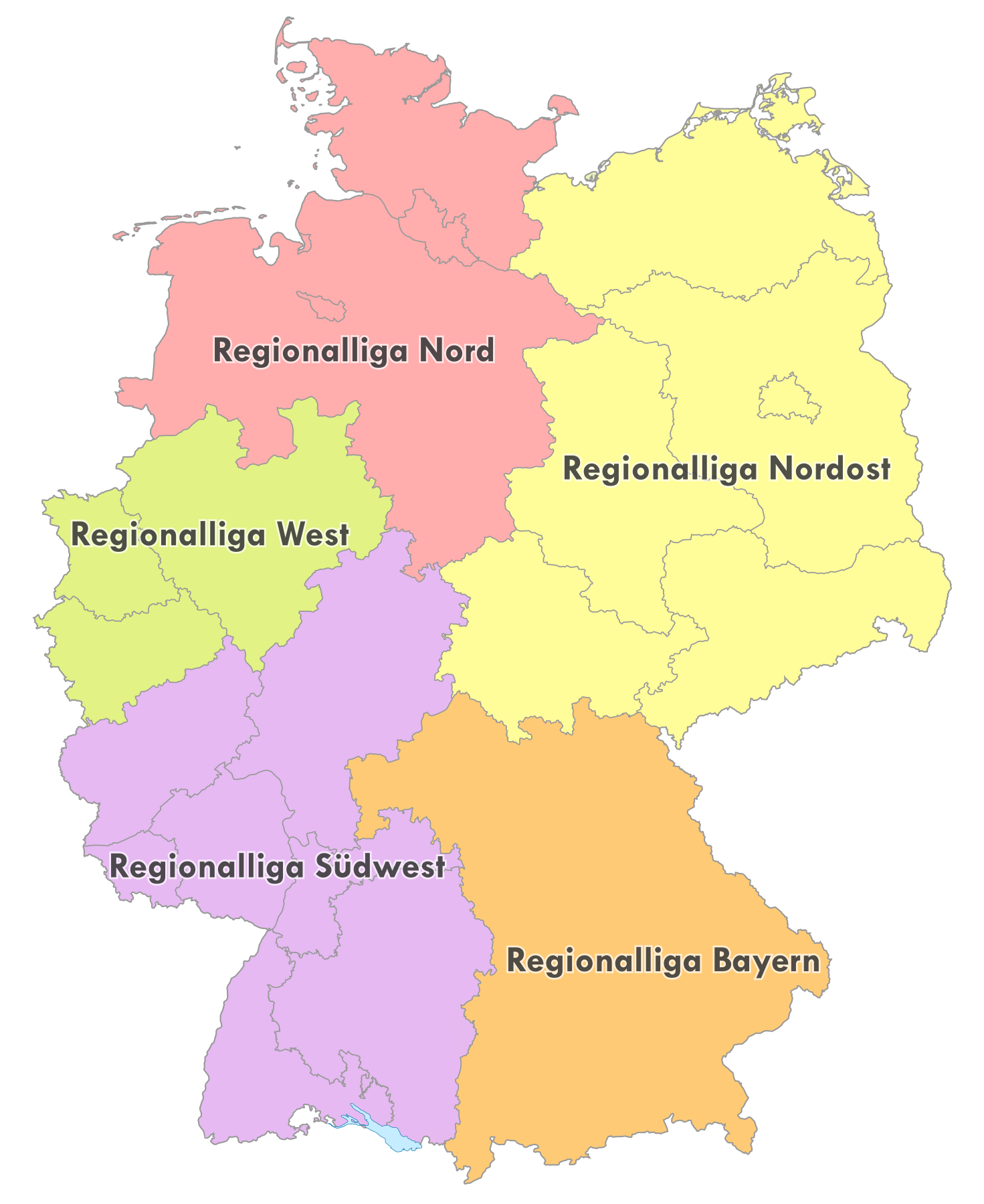
Fußball-Regionalliga 5 Regionalligen
Postleitregionen 10 Zonen
Telefonvorwahlen 8 Vorwahlbereiche

- Telefonvorwahlen
8 Vorwahlbereiche